# Pierre Veyron
Pierre Veyron (1 de octubre de 1903 - 2 de noviembre de 1970) fue un piloto de carreras francés, activo desde 1933 hasta 1953. Estuvo ligado como piloto de competición y como probador al fabricante de automóviles Bugatti durante prácticamente toda su carrera automovilística. 

## Semblanza
Veyron se matriculó en la universidad para estudiar ingeniería. Su amigo Albert Divo le convenció para participar en carreras de automóviles, y le presentó a André Vagniez, un industrial que le proporcionó apoyo financiero para comprar un Bugatti Type 37A que Veyron condujo a su primera victoria en una carrera, ganando el Gran Premio de Ginebra de 1930.
Jean Bugatti (hijo de Ettore Bugatti, fundador de Bugatti), contrató a Veyron en 1932 como piloto de pruebas e ingeniero de desarrollo.  
Participó en numerosas carreras como piloto de la compañía, ganando en numerosas pruebas, incluidas las carreras de Berlín Avus de 1933 y 1934 al volante de un Bugatti Type 51A. La victoria más importante de Veyron se produjo en 1939 en las 24 Horas de Le Mans, compartiendo un Bugatti Type 57 S Tank con Jean-Pierre Wimille.
Durante la Segunda Guerra Mundial, Veyron se unió a la resistencia francesa contra la ocupación alemana.
Continuó compitiendo después de la guerra, pero sus intereses principales eran su familia y su compañía de tecnología de perforación petrolera. Murió en Èze, Francia, en 1970.

## Reconocimientos
- Por sus servicios durante la guerra, la República de Francia le otorgó la Legión de Honor en 1945.[1]
- Bugatti Automobiles SAS nombró al superdeportivo Veyron 16.4 en honor de Veyron.[1]

## Resultados

### 24 Horas de Le Mans
| Año     | Equipo              | Copilotos           | Automóvil       | Clase | Vueltas | Pos. | Pos. Clase |
| ------- | ------------------- | ------------------- | --------------- | ----- | ------- | ---- | ---------- |
| 1939    | Jean-Pierre Wimille | Jean-Pierre Wimille | Bugatti Type 57 | 8.0   | 248     | 1.º  | 1.º        |
| Fuente: |                     |                     |                 |       |         |      |            |